# الحدث (حمص)
الحدث قرية في ناحية مهين التابعة لمنطقة حمص في محافظة حمص في سورية. تقع شرق الطريق السريع بين حمص ودمشق.
تقع جنوب شرقي حمص في وسط البادية السورية تبعد عن حمص حوالي 82 كم يحدها من الشرق القريتين على بعد 15 كم ومن الغرب البيضة والنعامية على بعد 15 كم ومن الشمال الغنثر على بعد 12 كم ومن الجنوب حوارين على بعد 5 كم. كان أهلها يعملون بالزرعة قبل أن تمنعهم الحكومة بحجة مكافحة التصحر. دخلها الجيش السوري في شهر تشرين الثاني عام 2013 وما يزال معسكرا فيها ويمنع أهلها من العودة اليها، وفي تاريخ كانون الاول عام 2015 سيطر مقاتلوا الدولة الإسلامية عليها بعد طرد الجيش السوري منها واعادوا اهلها اليها.